# Harald Koethe
Harald Koethe (* 6. März 1904 in Ludwigsburg; † 3. Februar 1944 bei Odessa) war ein deutscher Kunsthistoriker, Klassischer und Provinzialrömischer Archäologe.
Harald Koethe studierte von 1922 bis 1927 in München und Marburg. Er promovierte 1928 an der Philipps-Universität Marburg mit einer Arbeit zum Thema Frühchristliche Nischen-Rundbauten. Ein Beitrag zur Typengeschichte des frühchristlichen Zentralbaus. 1928 weilte er auch mit Daniel Krencker in Palmyra. Später war er Mitarbeiter des Trierer Landesmuseums und lehrte als Privatdozent an der Rheinischen Friedrich-Wilhelms-Universität Bonn. Hier bot er vermehrt Veranstaltungen zur Provinzialrömischen Archäologie an. 1941 wurde er mit der besonderen Ausrichtung auf Westeuropäische Archäologie neben Emil Kunze und Joachim Werner Professor an der Reichsuniversität Straßburg. Koethe fiel 1944 im Zweiten Weltkrieg, seine wissenschaftliche Privatbibliothek wurde wie auch die Bibliotheken von Hans Dragendorff und Ernst Fabricius Teil der Seminarbibliothek in Straßburg. Sein Weg in der Wissenschaft führte ihn von der Kunstgeschichte über die Klassische Archäologie zur Provinzialrömischen Archäologie.
Vor allem in populärwissenschaftlichen Schriften verstrickte sich Koethe in die nationalsozialistische Ideologie. So erklärte er in Hinblick auf den deutschen Anspruch auf das Elsass den Germanen Ariovist zum Besitzer des Elsasses zu Zeiten Caesars. Zudem setzte er sich mit der „Germanen-Römer-Antithese“ auseinander.